# Tuffi ai XVIII Giochi panamericani - Piattaforma 10 metri femminile
Il concorso dei tuffi dalla piattaforma 10 metri femminile dei XVIII Giochi panamericani si è svolto il 3 agosto 2019 presso il Centro aquatico di Lima in Perù.

## Programma
| Data          | Ora   | Evento      |
| ------------- | ----- | ----------- |
| 3 agosto 2019 | 10:00 | Preliminare |
| 3 agosto 2019 | 19:00 | Finale      |

## Risultati
In verde sono contraddistinti i finalisti.
| Class   | Atleta             | Natione     | Preliminare | Preliminare | Finale | Finale |
| Class   | Atleta             | Natione     | Punti       | Class       | Punti  | Class  |
| ------- | ------------------ | ----------- | ----------- | ----------- | ------ | ------ |
| Oro     | Meaghan Benfeito   | Canada      | 321.05      | 5           | 375.05 | 1      |
| Argento | Caeli McKay        | Canada      | 340.70      | 2           | 365.70 | 2      |
| Bronzo  | Alejandra Orozco   | Messico     | 351.20      | 1           | 356.10 | 3      |
| 4       | Delaney Schnell    | Stati Uniti | 329.25      | 4           | 354.85 | 4      |
| 5       | Amy Cozad          | Stati Uniti | 319.00      | 6           | 349.55 | 5      |
| 6       | Gabriela Agúndez   | Messico     | 330.45      | 3           | 327.00 | 6      |
| 7       | Anisley García     | Cuba        | 299.90      | 8           | 318.30 | 7      |
| 8       | Ingrid de Oliveira | Brasile     | 302.55      | 7           | 257.90 | 8      |
| 9       | Andressa Bonfim    | Brasile     | 263.70      | 9           | 233.20 | 9      |
| 10      | Viviana Uribe      | Colombia    | 254.20      | 10          | 224.20 | 10     |
| 11      | Lisset Ramirez     | Venezuela   | 215.45      | 12          | 216.85 | 11     |
| 12      | Arlenys Garcia     | Cuba        | 215.80      | 11          | 210.75 | 12     |
| 13      | María Betancourt   | Venezuela   | 214.70      | 13          |        |        |
| 14      | Valentina Quintero | Colombia    | 175.15      | 14          |        |        |